# Rhyacophila teddyi
Rhyacophila teddyi là một loài Trichoptera trong họ Rhyacophilidae. Chúng phân bố ở miền Tân bắc.